# The Legend of Zelda: Phantom Hourglass
The Legend of Zelda: Phantom Hourglass (ゼルダの伝説 夢幻の砂時計 Zeruda no Densetsu Mugen no Sunadokei?, lit. La leyenda de Zelda: Reloj Espectral) es un videojuego de acción-aventura desarrollado por Nintendo Entertainment Analysis and Development, distribuido por Nintendo para la consola portátil Nintendo DS, y lanzado en junio de 2007 en Japón, y en Norteamérica, Australia y Europa en octubre del mismo año. Es el decimocuarto título de la serie de Nintendo The Legend of Zelda y fue lanzado poco después de The Legend of Zelda: Twilight Princess para Wii y antes de The Legend of Zelda: Spirit Tracks para Nintendo DS. El videojuego contiene gráficos cel shading en 3D con una perspectiva cenital, y utiliza las características de Nintendo DS para los controles del juego, entre las cuales se incluyen la pantalla táctil y el micrófono, además de hacer uso de la conexión Wi-Fi de Nintendo para jugar en línea.
Los hechos de la historia ocurren inmediatamente después de los de The Legend of Zelda: The Wind Waker, y se centra en la travesía de Link para salvar a su amiga Tetra del antagonista de la historia, Bellum, con la ayuda del Capitán Linebeck y su barco, el S.S. Linebeck. Las críticas hacia Phantom Hourglass fueron en su mayoría positivas; los especialistas elogiaron principalmente su sistema de control, mientras que otros criticaron el modo de juego en línea, que consideraron muy sencillo. Phantom Hourglass fue galardonado con varios premios de la industria de los videojuegos, entre los que se incluyen el premio «Juego del año» de Nintendo DS por IGN, GameSpy y GameSpot. Respecto a sus ventas, se convirtió en el videojuego más vendido en su primer mes de distribución en Japón con 302 887 copias, y en Estados Unidos fue el quinto más vendido cuando debutó en octubre de 2007, con 262 800 copias. Considerando datos hasta marzo de 2008, alrededor de cuatro millones de copias de Phantom Hourglass se vendieron mundialmente.

## Sinopsis
La historia sigue a Link y Tetra, quienes viven en Hyrule, reino que en esta ocasión, al igual que en The Legend of Zelda: The Wind Waker, se encuentra hundido en el Gran Mar. Mientras viajan en el barco pirata de Tetra, esta y Link encuentran un barco fantasma. Inmediatamente después de que Tetra sube al barco, grita buscando ayuda. Cuando Link intenta seguirla, se resbala y cae en el océano, y posteriormente llega a la orilla de una isla y es despertado por Ciela, un hada. Al explorar la isla, Link encuentra el «Reloj Espectral» («Phantom Hourglass» en inglés), lleno de la «Arena de las Horas», y conoce a un hombre anciano llamado Oshus, quien quiere ayudar a Link a encontrar el barco fantasma y, de esta manera, reunirse con Tetra. Para guiarlo en su búsqueda, Link consigue la ayuda del Capitán Linebeck y su barco, el S.S. Linebeck, el cual Link, Ciela y Linebeck usan para visitar islas. Mientras Linebeck al principio se rehúsa a colaborar con los dos, Ciela hace mención de un enorme tesoro que lo impulsa a aceptar ayudarlos.

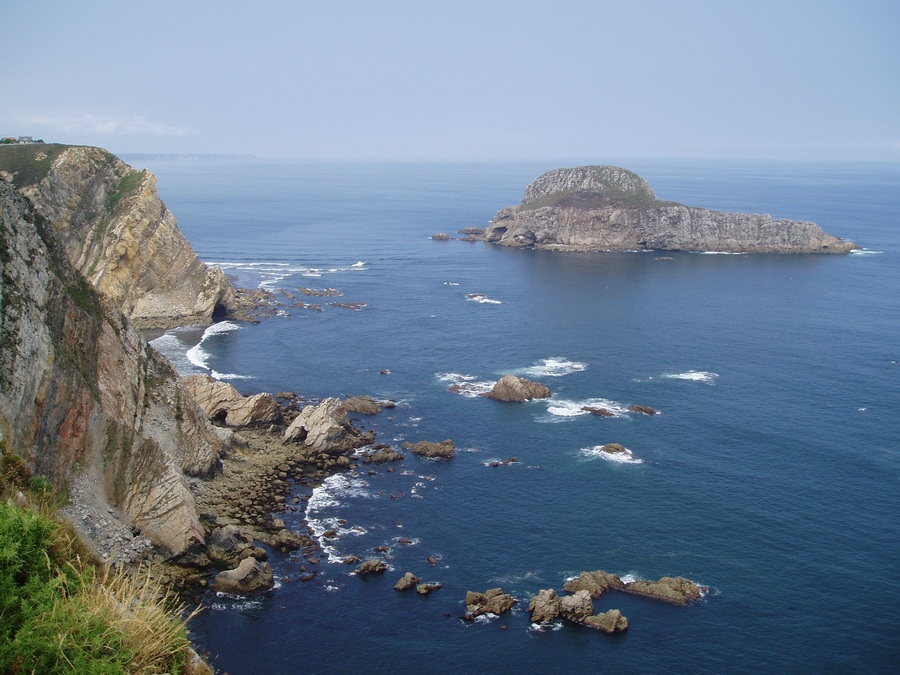
En Phantom Hourglass, Link navega a lo largo del Gran Mar para rescatar a su amiga Tetra del malvado Bellum.

Después de examinar detalladamente el Gran Mar, Link aprende que debe usar mapas y pistas escondidas en el Templo del Rey del mar –lugar vital y frecuentemente visitado en el desarrollo de la historia– para encontrar los Espíritus del valor, la sabiduría y el poder, los cuales a su vez le ayudarán a encontrar el barco fantasma. Con la ayuda del reloj espectral, Link encuentra los Espíritus de la sabiduría y poder. Cuando Link le pregunta a Oshus dónde encontrar el Espíritu del valor, Oshus le explica que en realidad el Espíritu del valor es la propia Ciela, después de transformarse en su verdadera forma. Ya con la posesión de los tres Espíritus, Link, con la compañía de Ciela y Oshus, encuentra al barco fantasma y a Tetra a bordo, quien se ha convertido en piedra. Mientras Link decide cómo salvar a Tetra, Oshus revela que él es el Rey del mar y que junto con Ciela tuvieron que cambiar sus verdaderas apariencias para poder esconderse de Bellum, un monstruo come-vidas que Link debe derrotar para rescatar a Tetra. Asimismo, menciona que Bellum fue uno de los que crearon el barco fantasma y convirtió a Tetra en estatua, y que él ha tomado residencia en el fondo del templo. Linebeck rápidamente se prepara para abandonar su búsqueda, indignado por no haber encontrado un tesoro. No obstante, su lealtad de inmediato regresa al saber que el Rey del Mar le promete un deseo con la condición de continuar ayudándolos.
Para acabar con Bellum, Link se entera de que debe forjar la «Espada Espectral» («Phantom Sword» en Inglés o «Espada Fantasma» o «Espada Sagrada» en España) con tres metales únicos y «puros» localizados en islas cercanas. Después de coleccionar y utilizar los metales para forjar la Espada Espectral, Link desciende hasta el nivel inferior del templo para hacer frente a Bellum. Después de una intensa lucha, Link aparece para derrotar a Bellum, recuperar la memoria de Ciela y deshacer el hechizo que convertía a Tetra en estatua de piedra, recobrando así su forma original. Posteriormente, Link y Tetra regresan rápidamente al S.S. Linebeck para encontrar al Rey del Mar, pero Bellum emerge del mar y hunde el barco, capturando a Link y Tetra durante el proceso. Linebeck es poseído por Bellum, forzando a Link a pelear con él, y el joven por fin logra vencer a Bellum, con lo que libera a Linebeck y rescata a Tetra, y libera a la arena del Reloj Espectral para regresar al mar. el Rey del Mar, ahora en su forma real como una ballena blanca, se prepara para salir con los Espíritus de poder, sabiduría y valor. Entretanto, Linebeck, sorprendiendo a todos, lo que desea no es un tesoro, sino que reclama el regreso de su barco. Link y Tetra regresan al barco pirata de Tetra, donde su tripulación les comenta que sólo han pasado diez minutos desde que los dos abandonaron el barco, el barco fantasma desaparece, insistiendo que su travesía fue un sueño. Sin embargo, Link aún conserva el vacío Reloj Espectral, y observa el buque de Linebeck en el horizonte, asegurándose que la aventura fue real.

### Personajes

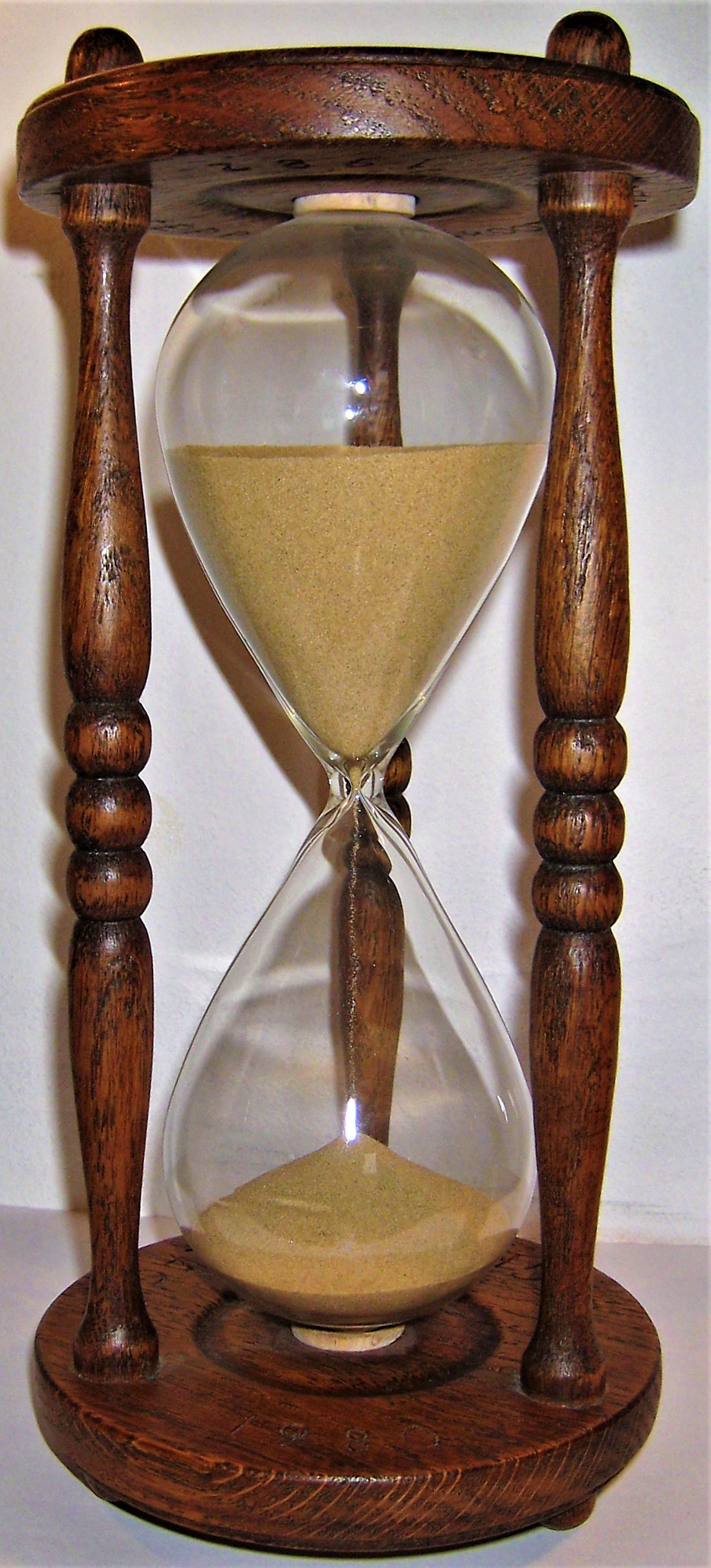
El «Reloj Espectral» contiene las «Arenas de las Horas»; la función del reloj es la de limitar el tiempo en que Link pueda resolver acertijos y terminar los calabozos que se encuentran a lo largo del juego. En la imagen, un reloj de arena, semejante al que usa Link a lo largo de su aventura.

- Link (リンク Rinku?): el Héroe de los Vientos en esta nueva aventura, se halla en el Gran Mar junto a su amiga Tetra. Tres meses después de The Wind Waker, comienza la búsqueda de un barco fantasma donde su compañera espera encontrar un tesoro. Sin embargo, ella es capturada y el joven debe rescatarla.
- Tetra/Princesa Zelda (テトラ Tetora?): la líder de un bando de piratas que ahora busca encontrar un tesoro oculto en un misterioso barco fantasma. Sin embargo, es capturada por fuerzas malignas que residen en el navío abandonado y es convertida posteriormente en una estatua de piedra.
- Ciela (シエラ Shiera?): es un hada de color blanco que se topa con Link específicamente en la isla Mercay. A partir de ahí acompaña a Link a lo largo de su aventura y le brinda ayuda durante algunas de sus batallas. Más adelante, se revela que Ciela es el «Espíritu del Valor» que había perdido la memoria.
- Linebeck (ラインバック Rainbekku?): es uno de los compañeros de Link durante esta travesía y posee una profunda obsesión por los tesoros.
- Oshus (シーワン Shīwan)?): es un anciano que, al inicio del juego, figura como el abuelo de Ciela. Vive en la isla Mercay y le proporciona a Link información valiosa a lo largo del juego. Posteriormente, se descubre que Oshus es en realidad el «Rey del Mar» y adopta la forma de una gran ballena blanca.
- Bellum (ベラムー Beramū?): es el antagonista principal del juego. Tras atacar al Rey del Mar, Bellum utilizó la «Arena de las Horas» para capturar a los tres espíritus (del Poder, del Valor y de la Sabiduría) dentro de distintos templos, además de crear el barco fantasma donde fue capturada Tetra. La única manera de vencer a Bellum es con ayuda de la «Espada Fantasma».

### Escenario principal
Los hechos de Phantom Hourglass, al igual que en The Wind Waker, ocurren en un escenario muy similar al Gran Mar, aunque en este título la región es conocida como el «Mundo del Rey del Mar», donde el océano es menos vasto que en The Wind Waker, al poseer sólo cuatro secciones y unas cuantas islas si bien en esta entrega hay una mayor presencia de personajes humanos que en el anteriormente mencionado. El escenario principal está fragmentado en cuatro cuadrantes, y cada uno de ellos puede ser explorado por Link a bordo de su barco. No obstante, es necesario obtener el mapa general del juego en el templo del Rey del Mar (ubicado en la isla Mercay) para poder acceder a dichos cuadrantes.
En el cuadrante sureste de esta área se encuentra la isla Goron, hogar de la raza del mismo nombre cuyos miembros viven en condiciones similares a las de Ocarina of Time, dedicándose principalmente a intercambiar productos con los hylianos. Dos de las principales razas que habitan el Mundo del Rey del Mar son los Anouki (raza conocida en España como «Niveosita») y los Yook (en España, «Nivorilas») —los primeros son seres de baja estatura que se asemejan a esquimales y tienen astas de reno y extremidades de pingüino, mientras que los Yook son similares a los Yeti—, las cuales se hallan rivalizadas entre sí y habitan la misma isla, conocida como isla Nevada.
Las otras islas principales que aparecen en el juego son las denominadas Bannan, isla del Cañón, islote del Hoyo, isla del Viento, isla de las Ruinas, isla de los Difuntos, isla Mercay —notable por ser donde Link comienza su aventura en el juego—, isla Molida e isla de Zauz. Por otra parte, existen 7 barcos que pueden ser visitados por el personaje: el barco mercantil de Terry, un barco pirata y 5 balandras que contienen retos y algunas recompensas. También, durante el curso del videojuego, se lucha con diferentes enemigos de razas diferentes que se presentan repetidamente, como lo son las Skulltulas –enemigos en forma de araña–, los Octorok –criaturas que se asemejan a pulpos y que arrojan rocas–, los peces voladores, ratones, guerreros Zora, los Keese –criaturas en forma de murciélagos–, los Monstruos Ojo –pequeños ojos con alas que aparecen primordialmente por el sureste y noreste– y los espectros –guerreros que tienen ojos espectrales que les ayudan a divisar algún intruso–.
A continuación, se mencionan las mazmorras del juego y una descripción acerca de cada una:
| Tipo de mazmorra | Ubicación              | Descripción e ítems a obtener | Jefe           |
| ---------------- | ---------------------- | --- | -------------- |
| Templo 1         | Templo del Fuego       | Aquí es donde Leaf, un hada de color rojo que funge como el Espíritu del Poder, se une a Link en su aventura. Aquí el jugador obtiene el Bumerán. | Braatz         |
| Templo 2         | Templo del Viento      | Se encuentra en la isla del Viento y es donde Link obtiene a Neri, un hada de color azul que representa al Espíritu de la Sabiduría. Al final, el jugador obtiene el saco de bombas, que resulta imprescindible para derrotar al jefe de la mazmorra. | Ciclótopos     |
| Templo 3         | Templo del Valor       | Se encuentra en la isla Molida y es también el primer templo del juego al cual para llegar no se requiere que Link encuentre una carta náutica. En cambio, debe hallar la Llave del Sol resolviendo un acertijo. El ítem de esta mazmorra son las Flechas.                                                                                               | Crustanos      |
| Calabozo 1       | Barco Fantasma         | Está repleto de criaturas Reapling (seres con forma de fantasma que atacan de forma muy similar a los guardianes fantasma), y una vez completado no puede volver a ser visitado por el jugador. Aquí no se obtiene ningún tipo de arma o equipo, sólo un Contenedor de Corazón. Al acabar el nivel Link halla a Tetra transformada en estatua de piedra. | Hermanas Cubus |
| Templo 4         | Templo Goron           | Ubicado en la isla Goron, es el único templo donde se puede controlar a otro personaje además de Link (llamado Gongoron). Tras vencer a Dongorongo, Link obtiene la Bermellina, uno de los tres Metales Puros requeridos por Zauz, un herrero pelirrojo, para forjar la Phantom Sword.                                                                   | Dongorongo     |
| Templo 5         | Templo del Hielo       | Se halla en la isla Nevada, en el territorio hostil de los Yook, quienes al principio le impiden la entrada a Link. La mayoría de los enemigos en su interior están hechos de hielo y su jefe es un dragón de dos cabezas que custodia la Azurina, el segundo de los Metales Puros. Aquí Link obtiene la Garra.                                          | Griok          |
| Templo 6         | Templo de Muto         | Esta mazmorra se encuentra en la isla de las Ruinas y funge como la tumba del rey Muto, quien gobernó una antigua civilización conocida como Reino Cobble. Tiene la apariencia de una pirámide, y en su interior Link obtiene el Martillo y el último Metal Puro, la Aquanina.                                                                           | Eox            |
| Templo 7         | Templo del Rey del Mar | Es el último templo de Phantom Hourglass y, de acuerdo a la trama, está maldito pues le resta energía («puntos de vida») a todo aquel que ingresa en su interior, además de estar repleto de guardianes fantasma en su interior. | Bellum         |

### Objetos y armas
La mayoría de los ítems que aparecen en Phantom Hourglass son los que aparecen en los demás juegos de la serie, a diferencia de algunos elementos específicos de esta entrega e indispensables para que Link complete su aventura. Así, algunas armas fácilmente reconocibles son las bombas, la caña de pescar, el bumerán, el escudo, las flechas, la Garra y el Martillo —todos los anteriores, a excepción de los dos primeros, son ítems que Link obtiene a su paso por las distintas mazmorras que componen al juego—. Algunos ítems propios de esta entrega son la Espada de Siwán (que es la espada que usa el jugador hasta que encuentra la Phantom Sword), los Bombchu (una especie de dispositivos explosivos que recorren una cierta distancia antes de explotar, usadas También en Ocarina Of Time), la Pala (que sirve para desenterrar ciertos objetos que no son visibles, principalmente rupias; usada También en A Link To The Past) y la Phantom Sword (necesaria para derrotar a Bellum al final del juego). Asimismo, existen tres tipos de pociones (una de color rojo, otra de color dorado y otra púrpura) que ayudan a restablecer la salud de Link cada vez que se lo requiera. 
A lo largo del juego, Link se ve obligado a encontrar ciertos objetos que forman parte de la trama y que, a la vez, son necesarios para continuar la travesía. Los primeros elementos de este tipo son los Espíritus del Poder, de la Sabiduría y del Valor, personificados por tres hadas de colores diferentes (Leaf, Neri y Ciela, respectivamente). Cada una de estas hadas cumple un rol específico en Phantom Hourglass pues mejoran algunas habilidades de Link; por ejemplo, Leaf proporciona fuego a la espada del jugador para provocar un mayor daño en los enemigos, Neri aumenta la resistencia del escudo de madera que porta el personaje jugador y, finalmente, Ciela, que cumple dos papeles en el juego: al principio, debido a que no recuerda nada de su pasado y su verdadera identidad, sólo aconseja y guía a Link a los lugares más importantes. Una vez que descubre su identidad como la Espíritu del Valor, Ciela es capaz de detener el tiempo con ayuda del Reloj Espectral, que es otro de los ítems específicos de Phantom Hourglass y cuya función es proteger a su portador de la maldición que existe en el Templo del Rey del Mar, el último calabozo del título. En realidad, el Reloj Espectral posee una función vital en Phantom Hourglass; de acuerdo a la trama, toda criatura viviente posee una fuerza de vida, y esta se manifiesta físicamente como la Arena de las Horas, de la cual está lleno dicho reloj. Para restaurar su contenido, es necesario que sea expuesto a la luz del sol. Es importante señalar que las tres hadas citadas solamente pueden proporcionar dichos poderes cuando Link acude a la isla de los Espíritus y encuentra, como mínimo, 10 Cristales Espirituales de cada uno de los elementos señalados (Poder, Sabiduría y Valor). Otros objetos importantes son los tres Metales Puros, los cuales usa el herrero Zauz para forjar la Phantom Sword y que Link halla en los primeros tres calabozos de Phantom Hourglass.
Adicionalmente existen una serie de «objetos perdidos» que resultan útiles en casos muy específicos del juego. Estos son: el Catalejo, un cuaderno de apuntes, la Castaña, el Esgrimidorium y un ataque especial con la espada.

## Sistema de juego

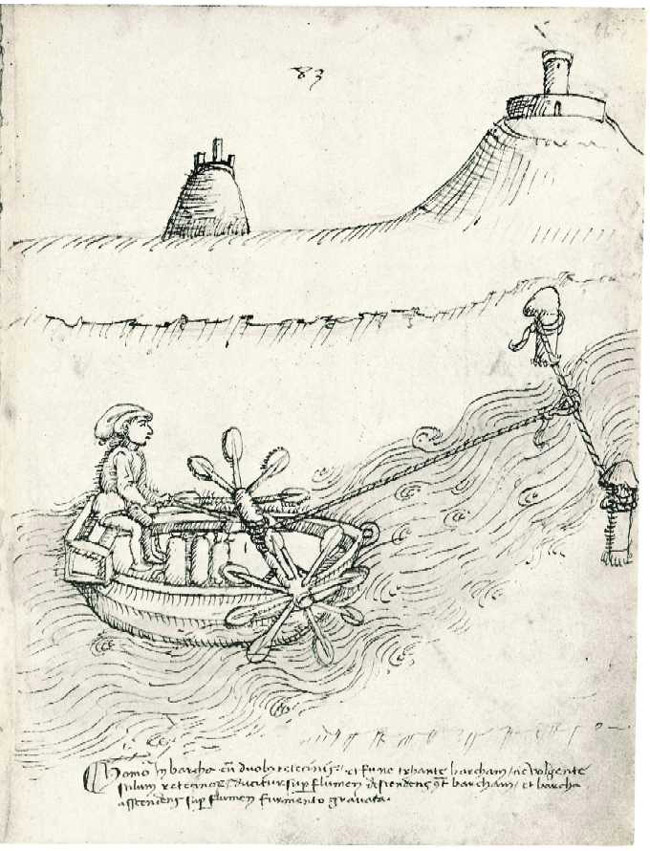
En Phantom Hourglass, Link usa un pequeño vapor de ruedas para viajar en el mar. En la imagen, De machinis, de Taccola.

Phantom Hourglass es un videojuego de acción-aventura con un sistema de juego muy parecido al de otros videojuegos de la serie The Legend of Zelda. El jugador es capaz de controlar a Link, el protagonista, y explorar el mundo que le rodea para encontrar nuevos objetos, información y aliados para ayudarlo a salvar a su amiga Tetra y vencer al antagonista Bellum. El juego está dividido en dos tipos diferentes de sistema de juego: navegar entre islas y explorar las islas con sus respectivas mazmorras a pie. Cuando se encuentra en tierra firme, se muestra un mapa del área en la pantalla superior de la Nintendo DS, y una vista 3D de arriba hacia abajo de Link y su alrededor en la pantalla táctil, esto es la pantalla inferior. El jugador puede trasladar el mapa que tiene en la pantalla superior hacia la inferior para hacer notas. Durante ciertos eventos, incluyendo todas las luchas contra jefes, se muestra una vista en 3D en ambas pantallas, permitiendo al jugador tener una vista más amplia de su alrededor. El jugador controla a Link con el estilete, lo mueve apuntando hacia los lados donde desea ir, y usa el estilete para interactuar con objetos o personas o atacar rivales apuntándolos. Para viajar a diferentes islas en el Gran Mar, el jugador controla a un vapor de ruedas llamado S.S. Linebeck. De igual forma, puede trazar un curso dibujando en el mar presentado, redibujar el curso para hacer cualquier cambio necesario, herir con un cañón a enemigos que atacan el buque y saltar para evitar obstáculos.
También incluye un modo de batalla multijugador uno-a-uno. En un campo de batalla, un jugador controla a Link, mientras que el otro, en defensa, controla tres guardianes fantasma. Los jugadores de ambos lados son ayudados por elementos que aparecen en el campo de juego. El objetivo de Link es tomar una gema de fuerza y llevarlo a su base. El otro jugador, controlando los tres guardianes fantasma, debe encontrar y atrapar a Link antes de que éste regrese cualquier gema de fuerza. Cuando Link es capturado, o si la ronda finaliza, los jugadores intercambian sus papeles. Cada juego multijugador consiste en tres rondas, y en cada una cada jugador da un giro a ambos lados. La máxima duración de un juego multijugador es de doce minutos, suponiendo que Link no sea atrapado antes. El juego soporta la opción multijugador tanto a nivel local como en línea a través de la conexión Wi-Fi de Nintendo. El videojuego es el tercero de la serie en incluir el modo multijugador, seguido de Four Swords y Four Swords Adventures.

### Minijuegos
Existe una serie de minijuegos alternativos a la misión principal de Phantom Hourglass, éstos son:
- Cañón: accesible tras completar el Templo del Viento y consiste en disparar bombas desde un barco hacia dianas de distintos colores. Su recompensa son rupias de diferentes valores.
- Galería de tiro: se encuentra en la isla Molida y está disponible tras acabar el Templo del Valor. Consiste en disparar flechas a objetivos móviles y, dependiendo de la puntuación lograda, el jugador obtiene tesoros o inclusive un Contenedor de Corazón.
- Super Slalom Goron: disponible al finalizar el Templo de Hielo y en él participa un pequeño goron que debe recoger varios cristales distribuidos por un estrecho camino. Si el minijuego es completado exitosamente, Link obtiene rupias o Bombchus.
- Islote del Hoyo: consistente en desenterrar rupias y pudrias de un extenso terreno arenoso.

## Desarrollo
| Director               | Daiki Iwamoto                                    |
| Programación principal | Shiro Mouri                                      |
| Diseño de efectos      | Motoaki Fukuda Sayaka Yano                       |
| Diseñador principal    | Michiho Hayashi                                  |
| Ilustrador             | Yuri Adachi                                      |
| Música                 | Toru Minegishi Kenta Nagata Koji Kondo           |
| Productores            | Eiji Aonuma Takashi Tezuka                       |
| Productores ejecutivos | Satoru Iwata Shigeru Miyamoto                    |
| Efectos de sonido      | Toru Asakawa Sanae Susaki                        |
| Voces                  | Sachi Matsumoto Kaori Mizuhashi Hikari Tachibana |
| Referencia             | [ 2 ]                                            |

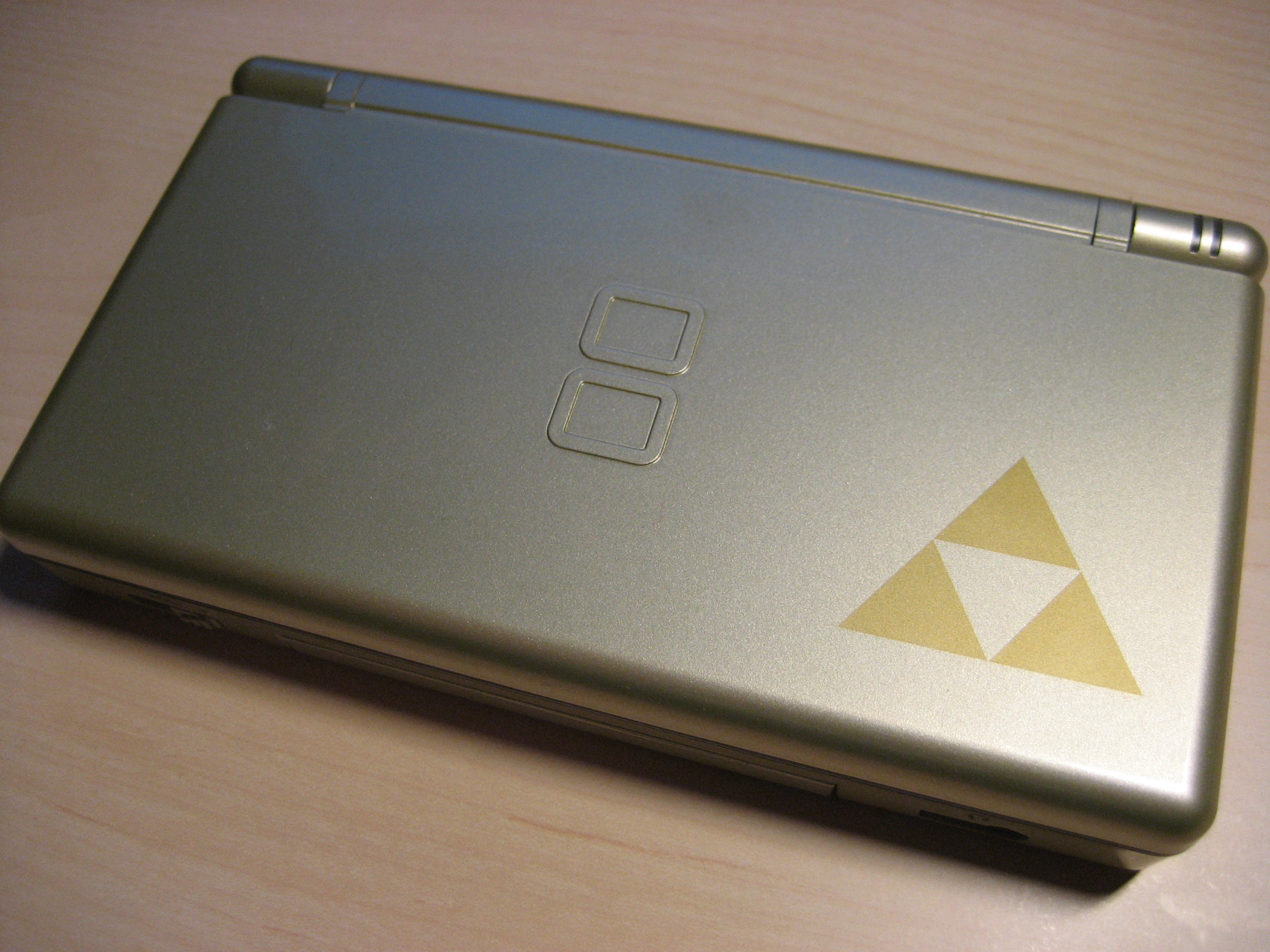
Edición dorada de la Nintendo DS Lite, decorada con la Trifuerza.

El desarrollo y producción del videojuego comenzaron a partir del 4 de mayo de 2004, momento en el que el juego aún tenía un modo de juego muy parecido al de Four Swords Adventures, y la Nintendo DS aún no había sido lanzada al mercado. Durante una conferencia en Japón para la Nintendo DS, el 6 de octubre de 2004 Shigeru Miyamoto de Nintendo dijo «Estamos pensando en brindarle Zelda: Four Swords a la DS». En una entrevista durante la convención E3 de 2005, Eiji Aonuma, de Nintendo, confirmó que se encontraban trabajando en un juego para Nintendo DS.
El mismo equipo que trabajó para el desarrollo de The Legend of Zelda: Four Swords Adventures trabajó para lo que se convertiría en Phantom Hourglass, que sería producido al mismo tiempo que The Legend of Zelda: Twilight Princess, pero este último con un desarrollo más estancado. Durante el primer año de desarrollo, el equipo estaba conformado solamente por cinco personas, se creaba un videojuego compacto, y se tenía planeado basarse en el estilo de conectividad de Four Sword Adventures con las dos pantallas de la consola portátil, lo que posteriormente sería descartado para crear un nuevo sistema de juego de Zelda que se convirtiera en un estándar de la consola. En el primer prototipo del juego, la acción tomaba lugar en la pantalla superior mientras la pantalla táctil era un mapa que le permitía a Link ser controlado, no muy diferente a Hotel Dusk: Room 215. No obstante, los desarrolladores creyeron que esta interfaz hacía que el jugador se «desconectase» de la acción del juego, lo que les llevó a intercambiar la función de ambas pantallas.  Según Aunoma, «hubo un periodo durante la producción donde de nueva cuenta examinamos el método de control», por lo que durante la producción consideraron que el usar el stylus y no la cruceta no causaría ningún problema. Pensaron que esta misma interfaz sería solicitada por jugadores japoneses, quienes comentaron que preferían interfaces más sencillas. Asimismo, los desarrolladores agregaron un modo de batalla que se jugaba con Wi-Fi, lo que solicitarían jugadores del occidente. Eiji Aunoma comentó que «debido quizá al creciente número de botones necesarios para controlar el juego, o el ambiente 3D, los nuevos jugadores podrían encontrar los juegos [los de la serie de Zelda] intimidantes y rechazarlos [...] Así es como se nos ocurrió utilizar el estilete, lo que hace al juego más sencillo de controlar sin ser inferior en ningún modo al uso de los botones».
El juego aprovecha el estilete de la Nintendo DS de varias y diferentes maneras, comparado con videojuegos previos para dicha consola. El jugador es capaz de dibujar un reloj de arena para abrir ciertas puertas y trazar el camino de los buques en el océano, entre otras labores. El mecanismo de la pantalla táctil puede ser usado también para dirigir el búmeran de Link. Phantom Hourglass contiene gráficos cel-shading, muy similares a los de The Legend of Zelda: The Wind Waker, con alguna influencia de The Legend of Zelda: Four Swords Adventures. La apariencia de Link en Phantom Hourglass se asemeja a la que se muestra en The Wind Waker con largos ojos al estilo anime. El concepto de la historia del juego fue escrito por Hidemaro Fujibayashi; el argumento ocurre inmediatamente después de los elementos narrados en The Wind Waker, pero, a pesar de ello, Aunoma señaló que «Creo que ellos [los jugadores] pueden jugar The Wind Waker después de Phantom Horglass. De alguna manera, la historia está conectada con la de The Wind Waker, pero esto no significa que debas conocer la historia anterior para poder disfrutar de este juego».
En 2006, Nintendo presentó el discurso de apertura en la Game Developers Conference, donde de la misma manera presentaron a Phantom Hourglass por primera vez con una demostración. En la conferencia, Nintendo anunció que el juego sería lanzado a finales de 2006. En la conferencia E3 de 2007, Nintendo mostró otro tráiler del videojuego, junto con otros videojuegos anunciados como Wii Fit y Super Mario Galaxy. En la misma, Aonuma manifestó que Phantom Hourglass «abrió la serie de [Zelda] y [le dio] un fresco y nuevo sistema de control a la fórmula de Zelda». También declaró que, a pesar de las desilusionantes ventas de The Wind Waker afectándolo personalmente, aún deseaba continuar con el estilo de juego en otra iteración de Zelda, llevándolo a inspirarse en Phantom Hourglass. Aonuma se percató de que los sencillos controles de juego, con la ayuda de la touchscreen de Nintendo DS, ayudaron a Phantom Hourglass a ser el primer juego de Zelda en atraer a videojugadores casuales.
Para la temporada de vacaciones, Nintendo lanzó dos ediciones especiales de paquetes de Nintendo DS –cada uno de diferente color– el 23 de noviembre de 2007. A uno de los paquetes, la edición dorada, se le colocó como adorno el símbolo de The Legend of Zelda, la Trifuerza, y fue vendido junto con Phantom Hourglass.
Para su lanzamiento en América, el juego recibió una localización al español latino, ya que en ese entonces solo se lanzaban en inglés para todo el continente. Además, es la primera vez que Nintendo hace esto. 

## Recepción

### Comercial
The Legend of Zelda: Phantom Hourglass fue lanzado por Nintendo en Japón el 23 de junio de 2007, en Norteamérica el 1 de octubre, en Australia el 11 de octubre y finalmente en Europa el 19 de octubre del mismo año. Tras su estreno, se convirtió en el videojuego más vendido en su mes de debut en Japón, vendiendo 302 887 copias. En Estados Unidos, fue el quinto juego más vendido en su mes de publicación, vendiendo alrededor de 262 800 copias. Considerando datos hasta marzo de 2008, se han vendido 4,13 millones de copias mundialmente —de las cuales 910 000 copias han sido en Japón— y se ha convertido en el 16° videojuego más vendido para la Nintendo DS.

### Crítica
El juego obtuvo «aclamación universal», al recibir una calificación conjunta de 90% por parte de Metacritic y de 89% por Game Rankings, páginas que recopilan reseñas de otros sitios. La mayoría de las críticas positivas se dirigieron al hecho de que el juego utiliza características únicas de la consola Nintendo DS, mientras que otras criticaron el sistema de juego, que lo consideraron más casual comparado con juegos anteriores de la serie de The Legend of Zelda. Computer and Video Games nombró a Phantom Hourglass como una de las pocas «obras maestras» del Nintendo DS, lo cual le hace que «cada centavo valga la pena». Comentando que Phantom Hourglass perfecciona todo lo que era bueno de su predecesor, The Legend of Zelda: The Wind Waker, GamePro predijo que la secuela se convertiría en otro exitoso videojuego de la franquicia. A pesar de tener la sensación de que el juego no cumple con las normas establecidas en The Legend of Zelda: Twilight Princess, en Game Informer sintieron que la aventura es digna de la serie de The Legend of Zelda, y manifestaron que para ellos «tiene suficientes cosas grandes a su favor» para considerarlo como una de las mejores aventuras del año. En GameZone disfrutaron de la «combinación espectacular del combate con la pantalla táctil, acertijos brillantes, y la belleza de Wind Waker» en Phantom Hourglass, llamándolo una «aventura que no se debe perder» y uno de los mejores videojuegos de Nintendo y del año. Jonti Davies, de la revista Hyper elogió a Phantom Hourglass por su «perfecto sistema de control y mundos supremos y el diseño de las mazmorras». Sin embargo, criticó el hecho de que sólo se jugaban alrededor de 30 horas.
Game Revolution destacó los gráficos del juego, y observó que éste usa las características del Nintendo DS mejor que cualquier otro videojuego de la consola. Alabando su «innovador» y «divertido» esquema de control, GameSpot comentó que Phantom Hourglass «brinda nueva vida a varios conceptos viejos de la serie». En X-Play se escribió que Phantom Hourglass definitivamente se siente como un juego de The Legend of Zelda, citándolo como un juego exitoso más de la franquicia y un juego «que se debe tener» por alguien que posea una Nintendo DS. El periódico de entretenimiento de The Onion, The A.V. Club, remarcó que Phantom Hourglass aprovecha la pantalla táctil del Nintendo DS al máximo de una «forma imaginativa y genuinamente divertida». El sitio especializado español de Vandal.net comentó que a pesar de las diferencias de gráficos entre la consola Nintendo DS y GameCube, comparando The Wind Waker con Phantom Hourglass, este último «luce muy bien y es tremendamente sólido». Por otra parte, expresó su decepción al no haber variedad de enemigos, pues «durante la aventura nos enfrentamos una y otra vez a los mismos seres». Jesús Bella Ceacero de 3D Juegos indicó que las acciones que se realizan con el stylus «aunque bien podría favorecer a los nuevos jugadores, supone también un auténtico reto para los más curtidos en la serie». MeriStation comentó que el videojuego es «Un paso adelante, con leves carencias, pero también un juego sobresaliente dentro del catálogo de Nintendo DS que nadie se debe perder».
Entre los problemas que se mencionaron en varias reseñas en lo que se refiere al juego se incluye su jugabilidad más ocasional comparada con la de juegos anteriores de The Legend of Zelda, la cual no fue bien recibida. GameSpy sintió que el juego era a la vez lo suficientemente fácil y accesible de jugar para jugadores casuales, pero lo suficientemente gratificante y desafiante para satisfacer a videojugadores hardcore y fanes de la serie de Zelda. En IGN consideraron que el juego era «más casual de lo que esperábamos», pero aun así lo encontraron «cautivante», «entretenido», y «una verdadera aventura digna del nombre Zelda», describiéndolo «diferente, pero de esta manera así es es el verdadero negocio». En GameTrailers se señaló que los cortos niveles de las mazmorras y la exploración de estas mismas mediante el sostenimiento del estilete con la mano son «francamente decepcionantes», pero que comparando Phantom Hourglass con otros juegos de Nintendo DS, se admite que fue un juego impresionante, pero solamente un buen juego si se le compara con los estándares de The Legend of Zelda. Asimismo, 1UP.com señaló que el mayor problema con Phantom Hourglass es que se cae de nuevo sobre el uso de las innovaciones de los juegos anteriores de Zelda, en lugar de incluir ideas nuevas y originales: «La innovación llega en pasos pequeños, los controles de la pantalla táctil serán condenados». MeriStation señaló que el asunto que más afectaba al juego era su corta duración y su facilidad.
Comentando que resulta difícil para los jugadores hardcore disfrutar plenamente de Phantom Hourglass, en Nintendo World Report se afirmó que la falta de esquemas de control alternativo del juego es una señal de que Nintendo no tenía a los seguidores de The Legend of Zelda en mente mientras creaba el videojuego. A pesar de ello, describieron al juego «bastante bueno», aunque sintieron que «es definitivamente un juego apartado del resto de la serie. Solamente se siente diferente, y creo que demuestra que Nintendo se muestra reacio a navegar en las turbias aguas más allá de Wind Waker». En el periódico estadounidense The New York Times se disfrutó Phantom Hourglass mayoritariamente, aunque se quejó del reloj mostrado en el templo del rey del mar, llamándole «innecesario y rebuscado», destacando que las mazmorras del juego solamente son «divertidas para terminarlas una sola vez, pero ninguna de ellas es divertida como para pasarla más de 20 veces». Se notó además que el estar viajando entre las mazmorras «elimina todos los pensamientos de la perfección del juego».
Muchos sitios nombraron a Phantom Hourglass como el «Juego del año» de Nintendo DS, entre los cuales se encuentran IGN y GameSpy. También se encontró en las listas de «Lo mejor del año» de Wired, Time, y Edge. De la misma manera, recibió premios de «Elección del editor» por parte de IGN y Gamespot. Fue nombrado también como «Mejor juego de aventuras» por 1UP.com, y como «Mejor juego para una consola portátil» en los premios Golden Joystick de 2008, en los Game Developers Choice Awards de 2007, en los premios de Elección del editor de GamePro de 2007, los Spike Video Game Awards de 2007, los Interactive Achievement Awards de 2008. y en los Game Critics Awards. En la convención E3 de 2006, Phantom Hourglass fue nombrado «Mejor juego de Nintendo DS» por GameSpot. También fue situado en el n.º 38 en la lista «100 mejores videojuegos de Nintendo de todos los tiempos» de Official Nintendo Magazine.